# Kalyvianí
Kalyvianí, en grec moderne : Καλυβιανή, est un village du dème de Kissamos, dans le district régional de La Canée, de la Crète, en Grèce. Selon le recensement de 2011, la population de Kalyvianí compte 136 habitants. Le village est situé à une altitude de 50 m et à une distance de 49 km de La Canée.

## Recensements de la population
| Recensements | 1900 | 1920 | 1928 | 1940 | 1951 | 1961 | 1971 | 1981 | 1991 | 2001 | 2011 |
| ------------ | ---- | ---- | ---- | ---- | ---- | ---- | ---- | ---- | ---- | ---- | ---- |
| Population   | 208  | 102  | 128  | 133  | 146  | 155  | 139  | 132  | -    | 114  | 136  |